# House of Whipcord
House of Whipcord és una pel·lícula d'explotació de terror britànica de 1974 dirigida per Pete Walker. Va ser la seva primera col·laboració amb el guionista David McGillivray, que va escriure tres pel·lícules més per a ell. També va marcar el debut al cinema de terror de l'actriu Sheila Keith, que va protagonitzar sis pel·lícules més per a Walker. "House of Whipcord" s'obre amb el crèdit irònic: "Aquesta pel·lícula està dedicada a aquells que es veuen pertorbats pels codis morals laxos actuals i que esperen impacients el retorn de la pena corporal i capital".

## Argument
La pel·lícula s'obre durant una tempesta nocturna quan una jove espantada, confusa i desordenada corre per una carretera rural i és recollida per un camioner. Aleshores, la pel·lícula mostra a través de flashbacks com la jove va arribar a trobar-se en aquesta situació.
Durant una reunió en una galeria d'art de Londres, la ingènua model francesa Anne-Marie DeVernet (Penny Irving) se sorprèn al veure que el seu xicot fotògraf està exposant una foto feta recentment on la policia l'arresta per nuesa pública. Humiliada, Anne-Marie deixa el fotògraf però aviat troba consol en l'enigmàtic company de festa Mark E. DeSade (Robert Tayman), que s'ofereix a portar-la a la seva finca aïllada per escapar de l'escàndol que el seu ara exnòvio li ha causat..
Malauradament, l'Anne-Marie aviat descobreix que Mark és un procurador de noies joves per a la "correcció moral" de la seva mare sàdica, l'exmatrona de l'escola reformatori Margaret (Barbara Markham). Anys abans, Margaret va ser jutjada quan el seu regnat corrupte sobre l'escola reformatori de noies va provocar el suïcidi d'una jove francesa sota el seu càrrec (tot i que, en realitat, Margaret va assassinar la noia i la va fer semblar un suïcidi). Trobada no culpable però acomiadada del seu treball, va seduir el jutge de l'Alt Tribunal que va escoltar el seu cas (Patrick Barr). El jutge, crític amb la 'societat permissiva' de l'Anglaterra dels anys 60 i 70, va deixar, no obstant això, la seva dona per Margaret, que li va donar un fill (Mark) que va treballar amb ella per convertir la seva casa mansió en una presó secreta il·legal per' Dones joves moralment corruptes" i "delinqüents", amb un grup de dones guardianes severes (liderades per Sheila Keith) que administren un dur règim de càstigs corporals als seus presoners. No obstant això, Mark i el jutge ja jubilat, cec i senil són inconscients del fet que Margaret està utilitzant la presó per torturar i, finalment, executar aquestes dones joves quan guanyin tres "demèrits" durant el seu empresonament.
Anne-Marie aviat s'enfronta a la crueltat de Margaret mentre recorda a la malvada matrona l'acusació d'assassinat que li va costar la seva carrera i reputació. Mentrestant, la preocupada companya de pis d'Anne-Marie, Julia (Ann Michelle) i el xicot de Julia, Tony (Ray Brooks) localitzen a Mark, que ara ha descobert l'abast dels assassinats comesos per la seva mare a la presó després de veure els seus sequaços disposar del cadàver d'un presoner.
Anne-Marie fa múltiples intents de fugida, però és capturada cada vegada. Els seus amics finalment troben la presó, però és massa tard per salvar-la. Ha estat penjada després d'haver guanyat un tercer 'demèrit'. Quan la policia arriba, Mark s'enfronta a la seva mare i ella la mata. Margaret, sabent que el joc ha acabat, després se suïcida amb el mateix llaç que va muntar per a Anne-Marie. El jutge i els secuaces de la seva dona són detinguts, i els presoners supervivents són alliberats.

## Repartiment
- Barbara Markham ... Margaret Wakehurst
- Patrick Barr...	 Justice Bailey
- Ray Brooks...	 Tony
- Ann Michelle...	 Julia
- Sheila Keith...	 Walker
- Dorothy Gordon... Bates
- Penny Irving... Ann-Marie Di Verney
- Robert Tayman ... Mark E. Desade
- Ivor Salter... Jack
- Karan David ... Karen
- Celia Quicke ... Denise
- Ron Smerczak... Ted
- Tony Sympson... Henry
- Judy Robinson ... Claire
- Jane Hayward... Estelle
- Celia Imrie... Barbara
- Barry Martin ... Al
- Rose Hill...	 esposa de Henry
- Dave Butler ... Ticket Collector

## Resposta crítica
Allmovie la va anomenar una "pel·lícula de terror d'una eficàcia inquietant", i va escriure que "Molts espectadors s'ofenen pel to repressiu d'extrema dreta de la pel·lícula, però els seus ensurts genuïns i l'atmosfera esgarrifosa superaran les seves ofenses filosòfiques per a la majoria dels fans del terror".
Halliwell's Film Guide va descriure la pel·lícula com un "horror psicològic de baix pressupost que aconsegueix amb estil el seu objectiu: molestar", i cita Derek Elley a Films and Filming: "Espectacles que valguni la pena al mercat de l'entreteniment i el terror es pofrn fer per la petita suma de 60.000 £".
David Pirie va escriure a Time Out: "Una explotació/horror per sobre de la mitjana que s'ha creat amb una mica de poliment i cura d'un guió força original. La pel·lícula està dedicat irònicament a tots aquells que desitgen veure el retorn de la pena capital a Gran Bretanya, i tracta d'un vell jutge senil i la seva dona que estan tan consternats per la permissivitat actual que van establir una horripilant casa de correcció per a noies joves. que la pel·lícula socava el seu tema gòtic potencialment interessant amb alguns èmfasis lascius, i és probable que el resultat final només sigui vist i apreciat per les persones que prendran la dedicació en el seu valor nominal."